# Cámara de Representantes de Utah
La Cámara de Representantes de Utah es la Cámara Baja de la Legislatura del Estado de Utah. La Cámara está compuesta por 75 representantes elegidos de un solo miembro de los distritos. Cada distrito posee una media poblacional de 35.000 personas. Los miembros de la Cámara son elegidos para periodos de dos años sin límite de plazo. La Cámara se reúne en el Capitolio Estatal de Utah en Salt Lake City.
- Datos: Q910613
- Multimedia: Utah House of Representatives / Q910613